# 丹波道主命
丹波道主命（たんばのみちぬしのみこと/たには-、?—?），《古事記》《日本書紀》等记录的古代日本皇孫。
《日本書紀》作丹波道主命、丹波道主王，《古事記》作丹波比古多多須美知能宇斯王（たんばひこたたすみちのうし/たには-）。
第9代開化天皇之孫，第12代景行天皇的外祖父。为四道将軍之一，派遣到丹波。

## 家庭
《日本書紀》垂仁天皇条记载，丹波道主命是第9代開化天皇的皇孫。父亲是開化天皇皇子彦坐王（ひこいますのみこ）。
《古事記》開化天皇段记载，父亲是日子坐王（彦坐王）、母亲是天之御影神之女息長水依比卖娘（おきながのみずよりひめ）。同母弟妹有水之穂真若王（近淡海安直之祖）、神大根王（八瓜入日子王：三野国本巢国造，長幡部連之祖）、水穗五百依比卖、御井津比卖。
《日本書紀》没有記載他的妻子，子女有日葉酢媛、渟葉田瓊入媛、真砥野媛、薊瓊入媛、竹野媛。《古事記》開化天皇段記載他的妻子为丹波之河上之摩須郎女（たんばのかわかみのますのいらつめ），記載子女有比婆須比卖命、真砥野比卖命、弟比卖命、朝廷別王，垂仁天皇序段記載子女有氷羽州比卖命、沼羽田之入毘卖命、阿邪美能伊理毘卖命，後段記載子女有比婆須比卖命、弟比卖命、歌凝比卖命、円野比卖命。
- 妃：丹波之河上之摩須郎女（日本書紀記載）
  - 日葉酢媛命（日本書紀。古事記作比婆須比売命/氷羽州比卖命） - 第11代垂仁天皇皇后，第12代景行天皇、倭姬命等之母。
  - 真砥野媛（日本書紀。古事記作真砥野比売命/圆野比卖命） - 丹波之河上之摩須郎女子。垂仁天皇妃。
  - 弟比卖命（古事記。日本書紀没有記載） - 丹波之河上之摩須郎女所生。
  - 朝廷別王（古事記。日本書紀没有記載） - 丹波之河上之摩須郎女所生。三川穗別祖。
- 妃：没有記載
  - 渟葉田瓊入媛（日本書紀。古事記：沼羽田之入毘卖命） - 垂仁天皇妃。
  - 薊瓊入媛（日本書紀。古事記：阿邪美能伊理毘卖命） - 垂仁天皇妃。
  - 竹野媛（日本書紀。古事記没有記載），垂仁天皇选其姐妹为后妃，竹野媛因相貌丑陋被遣回家，走到葛野的时候，堕崖自杀而死，从此那个地方就被称为堕国。
  - 歌凝比卖命（古事記。日本書紀没有記載）

## 事迹
《日本書紀》崇神天皇10年9月9日条派遣丹波道主命到丹波，同时派遣大彦命到北陸，派遣武渟川別到東海，派遣吉備津彦命到西道，总称四道将軍。将軍於崇神天皇10年10月22日出发，崇神天皇11年4月28日報告平定。
同書垂仁天皇5年10月条，皇后狭穗姬命之兄狭穗彦王謀反，皇后自殺。自殺前她進言天皇让丹波道主命的五个女儿入後宮。後五人中竹野媛返回本国，日葉酢媛命为皇后生下了景行天皇和倭姬命。

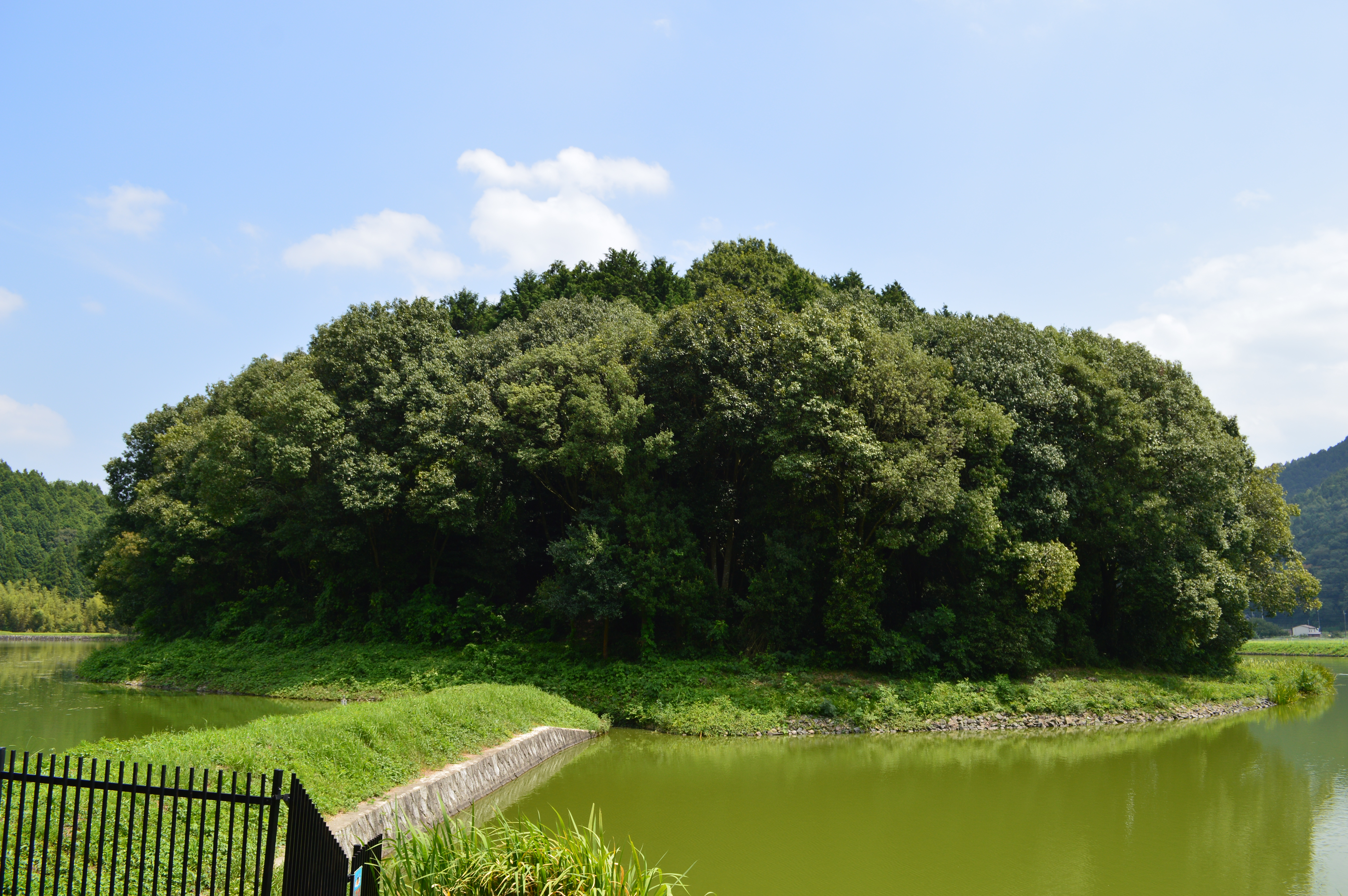
雲部陵墓参考地（兵庫県丹波篠山市）
宮内厅认定的丹波道主命墓传承地。

## 脚注
1. 1 2 3 4 5 6  丹波道主命（古代氏族） & 2010年，第426頁.